# کاربردهای مقایسه‌کننده
مقایسه‌کننده یک قطعه الکترونیکی است که دو ولتاژ ورودی را با هم مقایسه می‌کند. مقایسه‌کننده‌ها با تقویت‌کننده‌های عملیاتی ارتباطی نزدیک دارند، اما یک مقایسه‌کننده برای کار با بازخورد مثبت و با اشباع خروجی آن در یک خط قدرت یا دیگر طراحی شده‌است. در صورت لزوم می‌توان یک آپ-امپ را به عنوان یک مقایسه‌کننده با عملکردی ضعیف وارد کار کرد، اما نرخ چرخش آن مختل می‌شود.

## مقایسه‌کننده
خروجی بای‌استابل که نشان می‌دهد کدام یک از دو ورودی ولتاژ بیشتری دارد. به این معنا که،
{\displaystyle V_{\text{out}}={\begin{cases}V_{{\text{S}}+}&{\text{if }}V_{1}>V_{2},\\V_{{\text{S}}-}&{\text{if }}V_{1}<V_{2},\\0&{\text{if }}V_{1}=V_{2},\end{cases}}}
که {\displaystyle V_{{\text{S}}+}} و {\displaystyle V_{{\text{S}}-}} ولتاژهای مثبت و منفی منبع تغذیه هستند (که در نمودار نشان داده نشده‌است).

## آشکارساز آستانه

نمودار مداری برای آشکارساز آستانه با پسماند

آشکارساز آستانه با پسماند متشکل از یک تقویت کننده عملیاتی و یک سری مقاومت است که پسماند را ایجاد می‌کند. : 5  : 7  مانند سایر آشکارسازها، این قطعه به عنوان یک سوئیچ ولتاژ عمل می‌کند، اما با یک تفاوت مهم. وضعیت خروجی آشکارساز مستقیماً تحت تأثیر ولتاژ ورودی قرار نمی‌گیرد، بلکه در عوض تحت تأثیر افت ولتاژ روی پایه‌های ورودی آن (در اینجا با عنوان Va شناخته می‌شود) قرار می‌گیرد. طبق قانون جریان کیرشهف، این مقدار هم به Vin و هم به ولتاژ خروجی خود آشکارساز آستانه بستگی دارد که هر دو با یک نسبت مقاومتی ضرب می‌شوند.
{\displaystyle V_{a}={R_{1} \over {R_{1}+R_{2}}}V_{in}+{R_{5} \over {R_{1}+R_{2}}}V_{THRout}}
بر خلاف آشکارساز عبور از صفر، آشکارساز دارای پسماند هنگام صفر شدن Vin تغییر نمی‌کند، بلکه خروجی Vsat + می‌شود وقتی که Va مثبت می‌شود و Vsat- وقتی Va منفی می‌شود. بررسی بیشتر معادله Va نشان می‌دهد که Vin می‌تواند قبل از اینکه خروجی آشکارساز تغییر کند، با اندازه مشخصی از صفر (مثبت یا منفی) فراتر رود. با تنظیم مقدار R1 می‌توان مقدار Vin را که باعث سوئیچ خروجی آشکارساز می‌شود کم یا زیاد کرد. پسماند در کاربردهای مختلف مفید است. از ایمنی نویز بهتری نسبت به آشکارساز سطح برخوردار است، بنابراین در مدارهای رابط استفاده می‌شود. بازخورد مثبت آن گذار سریع‌تری دارد، بنابراین از آن در کاربردهای زمانی‌بندی مانند شمارنده‌های فرکانس استفاده می‌شود. همچنین در ساخت مولتی‌ویبراتورهای آستابل که در ابزارهایی مانند فانکشن ژنراتور، استفاده می‌شود.

## آشکارساز عبور از صفر
آشکارساز عبور از صفر یک مقایسه‌کننده است که سطح مرجع آن در صفر تنظیم است. آن برای آشکارسازی عبور از صفر سیگنال‌های AC استفاده می‌شود. می‌توان آن را از یک تقویت‌کننده عملیاتی با یک ولتاژ ورودی در ورودی مثبت آن تهیه کرد.

## اشمیت تریگر
یک مولتی‌ویبراتور بی‌آستابل پیاده‌سازی‌شده به صورت یک مقایسه‌کننده با پسماند
در این پیکربندی، ولتاژ ورودی از طریق تقسیم‌کننده ولتاژ تشکیل شده با {\displaystyle {R_{1}}} و {\displaystyle {R_{2}}} (که ممکن است مقاومت داخلی منبع باشد) به ورودی ناوارون اعمال می‌شود و ورودی وارون زمین‌شده یا مرجع‌شده داده می‌شود. منحنی پسماند غیرمعکوس است و آستانه‌های کلیدزنی (تغییر وضعیت) {\displaystyle \pm {\frac {R_{1}}{R_{2}}}V_{\text{sat}}} هستند که در اینجا {\displaystyle V_{\text{sat}}} بزرگترین مقدار خروجی تقویت‌کننده عملیاتی است.
ازسوی دیگر، منبع ورودی و زمین ممکن است عوض شوند. اکنون ولتاژ ورودی مستقیماً به ورودی وارون اعمال می‌شود و ورودی ناوارون نیز زمین یا ارجاع می‌شود. منحنی پسماند معکوس است و آستانه‌های کلیدزنی {\displaystyle \pm {\frac {R_{1}}{R_{1}+R_{2}}}V_{\text{sat}}} هستند. از چنین پیکربندی در نوسان‌ساز آرامشی که در زیر نشان داده شده‌است استفاده می‌شود.

## نوسان‌ساز آرامشی
با استفاده از یک شبکه آرسی برای افزودن بازخورد منفی کند به یک اشمیت تریگر معکوس‌کننده، یک نوسان‌ساز آرامشی ایجاد می‌شود. بازخورد از طریق شبکه RC باعث می‌شود که خروجی اشمیت تریگر در یک موج مربعی متقارن بی‌پایان (به عنوان مثال، اشمیت تریگر در این پیکربندی یک نوسان‌ساز آستابل است) نوسان کند.